# 햐다인의 최고의 우정
〈햐다인의 최고의 우정〉(일본어: ヒャダインのじょーじょーゆーじょー)은 햐다인의 두 번째 싱글이다.

## 수록곡
(작사・작곡：마에야마다 켄이치)
1. ヒャダインのじょーじょーゆーじょー [4:10]
편곡：마에야마다 켄이치
  - TV 애니메이션 《일상》 오프닝 테마송

뮤직 비디오에서 햐다루코는 하야미 아카리가 맡았다.
2. ヒャダル子のゆーじょーじょーじょー [4:10]
편곡：けいえむ(K.M)
3. リア充ってこんなもんだっけ feat.ディスクン星人 [4:13]
편곡：마에야마다 켄이치
4. ヒャダインのじょーじょーゆーじょー (without ヒャダイン)
편곡：마에야마다 켄이치
5. ヒャダインのじょーじょーゆーじょー (without ヒャダル子)
편곡：마에야마다 켄이치
6. ヒャダインのじょーじょーゆーじょー (off vocal)
7. リア充ってこんなもんだっけ (off vocal)